# Тайпин
Небесното царство Тайпин (на китайски: 太平天囯; пинин: Tàipíng Tiānguó – „Великото мирно царство на небесата“ или „Небесното царство“) е опозиционна държава в Китай през 19 век. Неговата столица е днешен Нандзин.
Просъществувала от 1851 до 1864 г., държавата е създадена от Хюн Сюшоан (на китайски: 洪秀全) – водача на тайпинския бунт (1850 – 1864).